# Cagliari Futsal (femminile)
Il Cagliari Futsal femminile è una squadra di calcio a 5 femminile con sede a Cagliari.

## Storia
Nel 2014, il Cagliari Futsal ha inaugurato la sezione femminile rilevando il titolo della Janas Cagliari, storica formazione cittadina. La squadra ha partecipato al campionato di Serie C1 regionale nella stagione 2014-2015. Dopo una prima stagione di assestamento, ha ottenuto risultati significativi, qualificandosi sia alla Coppa Italia che ai play-off promozione. Nel corso degli anni, il Futsal Femminile Cagliari ha continuato a competere ad alti livelli, disputando il campionato di Serie A nella stagione 2020-2021. 
CUS Cagliari Futsal Femminile
Il CUS Cagliari ha sviluppato una propria sezione di futsal femminile, partecipando a vari campionati regionali e nazionali. Nella stagione 2023-2024, la squadra ha ottenuto risultati positivi, tra cui la vittoria della Coppa Italia di Serie C regionale, garantendosi l'accesso alla fase nazionale. Inoltre, ha registrato successi significativi in campionato, dimostrando una crescita costante e un impegno nel promuovere il futsal femminile nella regione. 
CUS CAGLIARI
Cagliari Calcio a 5 Femminile
Nel 2024, il Cagliari Calcio ha annunciato la nascita del Cagliari Calcio a 5 Femminile, in collaborazione con la Mediterranea Cagliari e il Gruppo Grendi. Questa iniziativa mira a rafforzare la presenza del futsal femminile nel capoluogo sardo, offrendo nuove opportunità alle atlete e contribuendo allo sviluppo del movimento sportivo locale. 
Queste iniziative testimoniano l'impegno delle istituzioni sportive cagliaritane nel promuovere e sviluppare il futsal femminile, creando opportunità per le atlete e arricchendo il panorama sportivo della città.